# Mister Hyde (cómic)
Mister Hyde (Dr. Calvin Zabo) (Español: El Sr. Hyde) es un supervillano que aparece en los cómics estadounidenses publicados por Marvel Comics. Creado por el escritor Stan Lee y el artista Don Heck, el personaje apareció por primera vez en Journey into Mystery #99 (diciembre de 1963). Calvin Zabo es un supervillano conocido bajo el nombre clave de Mister Hyde.Él es el padre de la superheroína Daisy Johnson.El personaje también ha sido miembro de los Maestros del Mal.
Calvin Zabo apareció en la segunda temporada de la serie de televisión Agents of S.H.I.E.L.D., que se desarrolla en Universo Cinematográfico de Marvel, interpretado por Kyle MacLachlan.

## Desarrollo

### Concepto y creación
Calvin Zabo / Mister Hyde está inspirado en el Dr. Jekyll y el Sr. Hyde de la novela gótica de 1886 El extraño caso del doctor Jekyll y el señor Hyde escrita por Robert Louis Stevenson.

### Historial de publicaciones
Calvin Zabo debutó en Journey into Mystery #99 (diciembre de 1963), creado por Stan Lee y Don Heck.Ha aparecido como un personaje regular en Thunderbolts desde el número 157, y permaneció con el equipo después de que el título cambiara a Dark Avengers a partir del número 176.

## Biografía del personaje ficticio
Calvin Zabo nació en Trenton, Nueva Jersey.  Era un científico de investigación médica moralmente despreciable pero brillante que estaba fascinado por el efecto de las hormonas en la fisiología humana. Una de sus historias favoritas era el clásico de 1886 de Stevenson, El extraño caso del Dr. Jekyll y Mr. Hyde. Estaba convencido de que el experimento de la historia realmente podía realizarse y se obsesionó con la idea de desatar su naturaleza bestial completa en una forma sobrehumana. Sin embargo, necesitaba dinero para hacer esto por lo que le robó a sus varios empleadores sistemáticamente. Aunque era demasiado inteligente para ser capturado, la comunidad médica sospechaba de su tendencia a siempre estar al servicio de organizaciones que posteriormente fueron robadas.
Zabo finalmente buscó trabajo como cirujano en un hospital donde Donald Blake era un médico dirigente, pero Blake no le quería dar trabajo debido a su historial. Zabo se enfureció porque Blake no le daba el puesto (a pesar de que, efectivamente, pretendía robar a la organización) y juró venganza. Zabo finalmente logró crear su fórmula, y se convirtió en una gran criatura como Hulk a la que llamó "Mister Hyde", llamado así por el personaje de la novela. En esta nueva forma, descubrió que tenía una fuerza sobrehumana que le permite aplastar coches y atravesar el acero, como si fuese de cartón. Con sus nuevos poderes sobrehumanos buscó a Blake, a quien trató de matar arrojándolo desde una ventana, pero Blake se transforma en Thor golpeando su bastón en la pared y sobrevivió, alegando que él había salvado a Blake. Hyde, al enterarse de esto en la radio, decidió eliminar a Thor, y trató de tenderle una trampa para un robo de banco utilizando su fuerza sobrehumana para abrir una bóveda de un banco, mientras estaba disfrazado de Thor. Mientras Don y Jane estaban fuera, Mister Hyde los encontró y les secuestró a punta de pistola. Como Don Blake, Thor estaba atado junto a una bomba que estallaría en 24 horas a menos que Mr Hyde la desactivara. Sin embargo, al intentar robar un submarino Polarios para recorrer los mares como un pirata, Hyde fue derrotado y las autoridades, al ver su fuerza sobrehumana, se dieron cuenta de que debe haber personificado a Thor, pero Thor se vio obligado a dejarle escapar, como Jane Foster pensaba que Blake estaba todavía en peligro.
Hyde entró en el negocio como un super-criminal profesional a tiempo completo y se asoció con la Cobra para vengarse de Thor, pero ambos fueron derrotados a pesar de conseguir el martillo de Thor de él brevemente. Con la Cobra, fue rescatado y empleado por Loki para secuestrar a Jane Foster, y se enfrentaron a Thor de nuevo. Loki duplicó sus poderes para tratar de ayudarlos. Loki le mostró a Thor donde estaba encerrada Jane Foster. La casa tenía muchas trampas para Thor, y Jane Foster casi muere en una explosión. Thor fue capaz de derrotar a los dos villanos, Mister Hyde fue capturado por uno de ellos, un rayo que lo paralizó. Ambos fueron encarcelados, y la vida de Jane fue salvada por una fórmula asgardiana que Balder le envió a Thor. Hyde y la Cobra escaparon de prisión, pero fueron finalmente capturados por Daredevil. Ellos se unieron con el Bufón para vengarse, pero fueron derrotados de nuevo. Con el Escorpión, Hyde luchó luego con el Capitán América y el Halcón. Trabajando en equipo con la nueva Cobra, Hyde intentó adquirir el suero de Cagliostro. Mientras servía en la cárcel después de este intento fallido, Hyde fue atrapado por el poder de control mental del Hombre Púrpura, y fue obligado a luchar contra Daredevil en un escenario junto a Cobra, el Bufón y el Gladiador.
Cansado de sus repetidos fracasos, la Cobra eligió romper su alianza cuando escapó de la Isla Ryker, tomando el tiempo para burlarse de Hyde antes de irse. Hyde nunca le ha perdonado por la ligera. Con Batroc, Hyde después chantajeó a la Ciudad de Nueva York con un super-buque secuestrado y trató de destruir a toda la ciudad con el fin de matar a Cobra. Con el tiempo, fue derrotado por el Capitán América con la ayuda de Batroc. Hyde acechó de nuevo a Cobra en busca de venganza, y esta vez batalló contra Spider-Man. Fue encarcelado de nuevo, pero escapó de Isla Ryker y luchó con Spider-Man y la Gata Negra en otro intento contra la vida de Cobra. Hyde después luchó contra Daredevil de nuevo.
Hyde luego se convirtió en miembro de los Maestros del Mal IV e invadió la Mansión de los Vengadores junto con ellos, torturando al Caballero Negro y a Edwin Jarvis. Con Goliat y la Brigada de Demolición, casi mató a Hércules, pero fue derrotado por los Vengadores. Hyde después intentó escapar de la Bóveda junto a Titania, Vibro, el Grifo, y Armadillo, pero fue derrotado y capturado por el Capitán. Más tarde, finalmente se escapó de la Bóveda junto con el Mago y otros. Hyde fue luego derrotado en combate por la Cobra.
Hyde después luchó con el Hulk gris y recibió un traumatismo craneal que limitó su capacidad de transformarse. Fue capturado posteriormente por la policía cuando casualmente se registró en el mismo hotel que aquel en el que el personal del Daily Bugle asistía a la fiesta de jubilación de Robbie Robertson, permitiendo que Peter Parker lo derrotara usando un traje improvisado. Poco después, Hyde tuvo varios encontronazos con el Motorista Fantasma de Dan Ketch en el que fue derrotado con la Mirada de la Penitencia.
Hyde ayudó brevemente a Toxina unido al simbionte a rastrear a Cobra después de una fuga de la prisión, proporcionando un pedazo de piel para que el simbionte lo siga.
Zabo estaba encerrado en la La Balsa (el complejo de la Prisión de la Isla Ryker) 6 meses después de los sucesos de Avengers Disassembled. Cuando una fuga fue causada por el villano Electro, Zabo surgió en su persona de Hyde, luchó con Daredevil, y fue dejado inconsciente por Luke Cage.
En un punto, Zabo fue descubierto por los Jóvenes Vengadores para estar vendiendo un derivado de su fórmula Hyde en la calle como una de las diversas sustancias ilegales conocidas como Hormona de Crecimiento Mutante.

### Civil War
Zabo injerta habilidades similares a los poderes de Spider-Man a adolescentes sin hogar. Después que Spider-Man revela su identidad durante la Guerra Civil, Zabo trató de recrear las circunstancias del "nacimiento" de Spider-Man, al tomar a los huérfanos de la calle, infundiéndoles poderes arácnidos, y ver si los adolescentes podrían ceder a sus impulsos más oscuros. Durante la batalla con Spider-Man, Hyde sacó telarañas de su cara, sacándose sus párpados,  y fue golpeado en la cara con ácido clorhídrico, cortesía de uno de sus conejillos de indias. Fue declarado por Spider-Man haberse quedado ciego y se destrozó la cara como consecuencia. El Dr. Curt Connors fue visto más adelante ayudando a Spider-Man en una cura para Calvin, uno de los sujetos de prueba de Zabo.
La hija de Hyde es Daisy Johnson, que es un miembro de S.H.I.E.L.D.; su madre era al parecer una prostituta con la que Calvin Zabo tenía regularmente 'negocios', con la chica siendo puesta en adopción después del nacimiento. Daisy posteriormente manifestó superpoderes debido al código genético mutado de Zabo que se repercuta a ella.

### Hood
El Encapuchado lo contrató como parte de su organización criminal para tomar ventaja de la división en la comunidad de superhéroes causada por la Ley de Registro Sobrehumano.
Más tarde se le vio junto con Tizón, Rey Cobra, y Macero, que atacó Chaqueta Amarilla, Constrictor y otro personal y aprendices de la Iniciativa.
Míster Hyde trabajó con Boomerang, Tiburón Tigre, y Torbellino para manipular a Veneno III en adquirir la fortuna de Norman Osborn. Esto fue frustrado por Veneno y el Duende Verde como Norman lanzó una bomba en la boca de Mister Hyde lo que le hace escupir sangre. Norman Osborn luego le advirtió Míster Hyde y a los villanos que si lo provocan de nuevo, va a matar a todos los que alguna vez amaron antes de ser torturados hasta la muerte.
Mister Hyde se une a la nueva Legión Letal del Segador, alegando vergüenza porque Norman le voló la boca con una bomba.
Míster Hyde aparece como miembro del sindicato del crimen del Encapuchado, durante un ataque a los Nuevos Vengadores.

### Thunderbolts
Mister Hyde fue seleccionado para formar parte del "equipo beta" de los Thunderbolts, junto a Boomerang, Conmocionador, Gunna y Centurius.

## Poderes y habilidades
El proceso que transforma al Dr. Calvin Zabo en su persona de Mr. Hyde es una transformación hormonal causada por la ingestión de la fórmula química. Como su cuerpo se ajustó a su nueva forma, la fuerza, resistencia, durabilidad y resistencia a los daños físicos de Mr. Hyde, todos aumentan a niveles sobrehumanos. Los poderes de Hyde son suficientes para enfrentarse cara a cara con la talla de Thor y sobrevivir. Él ha sido mostrado destrozando acero en una bóveda de un banco con facilidad. A través de otros procedimientos experimentales en los últimos años, su fuerza se ha incrementado más allá de sus límites originales. Mr. Hyde debe ingerir su fórmula química especial periódicamente para mantener su capacidad de transformarse de una identidad a otra a voluntad; la fatiga mental o el daño pueden afectar su capacidad para transformarse en Mr. Hyde. Él emplea un dispositivo que se asemeja a un reloj de pulsera que contiene un suministro de la fórmula que se puede utilizar para entregarlo directamente a su torrente sanguíneo, lo que le permitió transformarse con solo pulsar un botón. 
Debido a la naturaleza de la transformación, la piel de Hyde está deformada. Esto le da a su rostro una mirada distorsionada que recuerda al maquillaje de Lon Chaney, Sr. usado en El Fantasma de la Opera.
El Dr. Calvin Zabo es un brillante científico de la investigación médica con un doctorado en medicina con un amplio conocimiento de la bioquímica, aunque estas habilidades se pierden en su personaje de Hyde.

## Otras versiones

### Age of Apocalypse
En Age of Apocalypse, Mr. Hyde (así como la Cobra) es un casi salvaje y caníbal "Carroñero". Es conocido por merodear los cementerios y atacar a cualquiera que entra en su territorio.

### Elseworlds
Mr. Hyde aparecido en el libro de crossover de Elseworlds Batman/Daredevil. Dos Caras se asocia con Hyde por una serie de robos tecnológicos. En verdad, Dos Caras había implantado el cerebro de Hyde con el material necesario para "crecer" un chip experimental "orgánico" de ordenador, y alimentó Hyde con píldoras para mantenerle enfurecido. Una vez crecido, el chip mataría a Hyde, su crecimiento actual también debilitando la fuerza de Hyde como su energía se desviaría para apoyar el chip (Batman observando durante la pelea que Hyde debería tener un golpe que podría mandar a Superman a la órbita). Hyde reprende a Dos Caras, orgulloso que él ha abandonado su pasado como Zabo e insulta a Dos Caras por colgarse de su lado de Harvey Dent, así como usar una moneda para decidir entre lo correcto y lo incorrecto. Dos Caras está contento de que el proceso matará a Hyde. Al final, Daredevil utiliza su pasada amistad con Dent para hablarle a Dos Caras sobre suministrar el antídoto para el chip, que salva la vida de Hyde.

### House of M
Míster Hyde aparece como un miembro de los Maestros del Mal del Encapuchado. Antes de que la Guardia Roja ataca Santo Rico, Míster Hyde deja el equipo junto a Cobra, Calavera, y Bola de Trueno. Míster Hyde después fue visto como un científico del Ejército.

### Marvel Zombies
Un zombi Míster Hyde aparece en Marvel Zombies 4. Es visto atacando a los nuevos Hijos de la Medianoche, tratando de morder a uno de ellos, pero es rápidamente asesinado por el Hombre Cosa cuando parte al medio al zombi Míster Hyde y sostiene un gran peñasco y lo deja caer sobre él, aplastando severamente al zombi Míster Hyde hasta la muerte instantánea.

### Thor: The Mighty Avenger
Mr. Hyde es el antagonista de los dos primeros números de este universo alternativo recontando el origen de Thor. Thor, confuso y parcialmente amnésico, detiene a Hyde de fastidiar a una mujer inocente. Esto lleva a Hyde a una obsesión con la nueva amiga de Thor, una empleada del museo llamada Jane Foster.

## En otros medios

### Televisión
- Mister Hyde apareció en la parte del Poderoso Thor de The Marvel Super Heroes.
- Apareció en la segunda temporada de Agents of S.H.I.E.L.D. interpretado por Kyle MacLachlan. El personaje es inicialmente conocido como "El Doctor" antes de ser revelado a ser llamado Calvin en el episodio "What They Become". Cal toma la fórmula y está compuesta de, entre otras sustancias, esteroides anabólicos androgénicos, un bloqueador de enzima del hígado, varios potenciadores metabólicos, metanfetaminas, lo que parece ser gorila testosterona, y una gota de menta. Sin embargo, la fórmula requiere al menos un miligramo de adrenalina para lograr su efecto completo. Él es padre de Daisy "Skye" Johnson  (interpretada por Chloe Bennet) con 'Johnson' siendo su apellido original hasta que lo cambió por razones personales, mientras que su esposa es la eterna Inhumana llamada Jiaying (interpretado por Dichen Lachman). En el episodio final, "S.O.S " (2 partes), Cal utiliza su fórmula para arrasarse en la sede de S.H.I.E.L.D. antes de darse cuenta de que su esposa, quién provoca una guerra contra S.H.I.E.L.D. es un error. Durante la lucha contra Jiaying, Calvin ayuda a Daisy, matando a Jiaying. Más tarde, su memoria se altera lo que le permite empezar de nuevo con una nueva identidad, mientras trabajaba como veterinario. En la cuarta temporada, el episodio "The Patriot", se reveló que la fórmula de Calvin Zabo fue modificado por los científicos que trabajan para Glenn Talbot con el fin de dar a Jeffrey Mace, su super-fuerza y la invulnerabilidad como parte del "Proyecto Patriota". Glenn Talbot menciona a Leo Fitz y Jemma Simmons que se llevaron a cabo los malos ingredientes.

### Videojuegos
- Mister Hyde aparece como un personaje jefe en el videojuego de 1996, Iron Man and X-O Manowar in Heavy Metal.